# 22082 Rountree
22082 Rountree (2000 AD165) là một tiểu hành tinh vành đai chính được phát hiện ngày 8 tháng 1 năm 2000, bởi nhóm nghiên cứu tiểu hành tinh gần Trái Đất phòng thí nghiệm Lincoln ở Socorro, New Mexico.